# Spaniens Grand Prix 2009
Spaniens Grand Prix 2009 var det femte av 17 lopp ingående i formel 1-VM 2009.

## Rapport
Jenson Button i Brawn tog pole position före Sebastian Vettel i Red Bull, Rubens Barrichello i Brawn och Felipe Massa i Ferrari. Från tredje ledet startade Mark Webber i Red Bull och Timo Glock i Toyota följda av Jarno Trulli i Toyota, Fernando Alonso i Renault, Nico Rosberg i Williams och 
Robert Kubica i BMW Sauber. Lewis Hamilton i McLaren missade Q3 och startar från den fjortonde rutan.
Barrichello tog starten före Button och Vettel. Button övertog senare ledningen och vann loppet före Barrichello och Webber och tog därmed Brawns andra dubbelseger.
Direkt efter start inträffade en kollision där Jarno Trulli spann av i kurva två och när han kom tillbaka in på banan igen kolliderade han med ett antal bilar. Kollisionen fick till följd att förutom Trulli även Sébastien Buemi, Sébastien Bourdais och Adrian Sutil fick bryta loppet. Under upprensningsarbetet fick säkerhetsbilen samla ihop fältet.

## Resultat

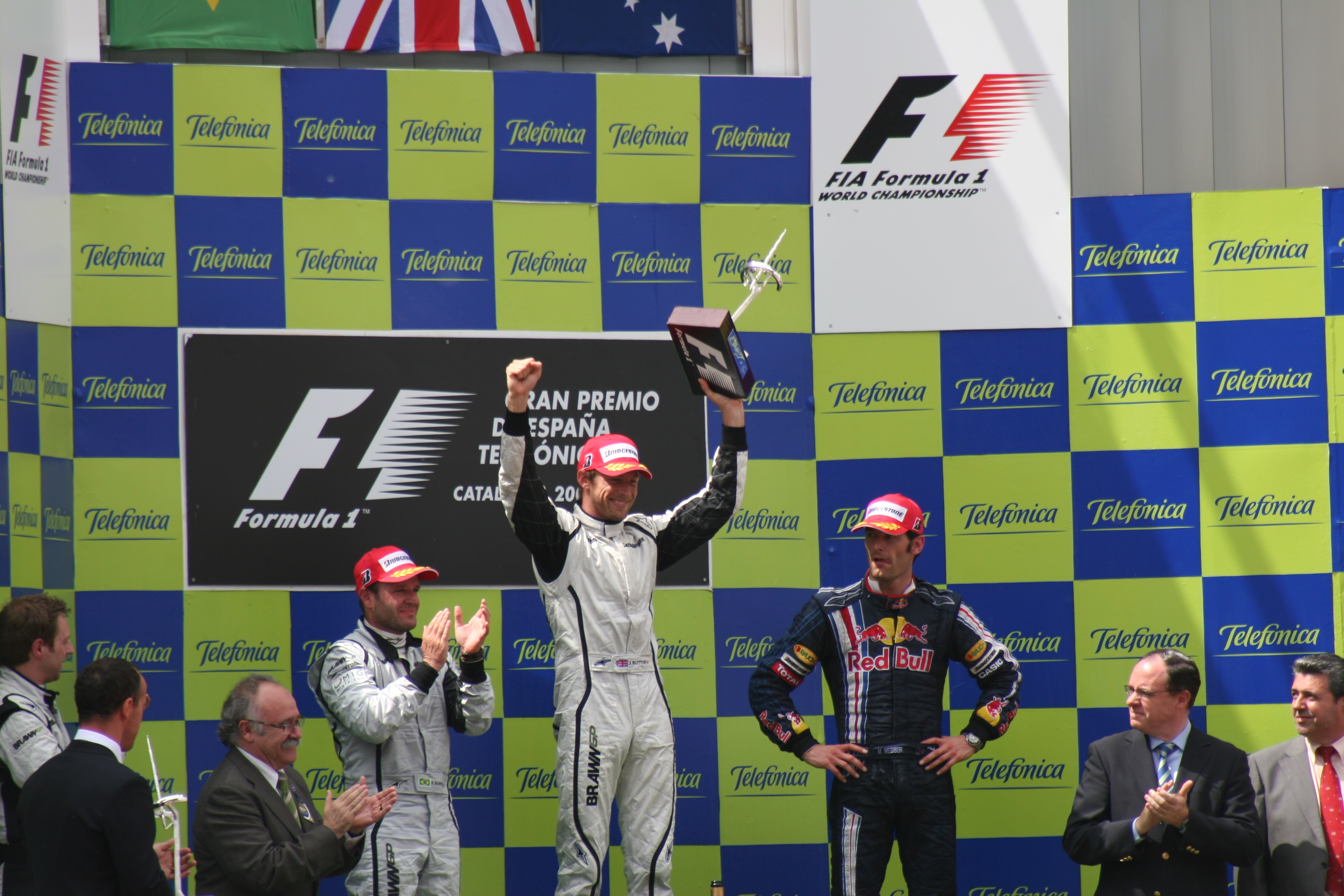
Prispallen i Spanien 2009

1. Jenson Button, Brawn-Mercedes, 10 poäng
2. Rubens Barrichello, Brawn-Mercedes, 8
3. Mark Webber, Red Bull-Renault, 6
4. Sebastian Vettel, Red Bull-Renault, 5
5. Fernando Alonso, Renault, 4
6. Felipe Massa, Ferrari, 3
7. Nick Heidfeld, BMW Sauber, 2
8. Nico Rosberg, Williams-Toyota, 1
9. Lewis Hamilton, McLaren-Mercedes
10. Timo Glock, Toyota
11. Robert Kubica, BMW Sauber
12. Nelsinho Piquet, Renault
13. Kazuki Nakajima, Williams-Toyota
14. Giancarlo Fisichella, Force India-Mercedes

### Förare som bröt loppet
- Kimi Räikkönen, Ferrari (varv 17, +49 varv)
- Heikki Kovalainen, McLaren-Mercedes (7, växellåda)
- Jarno Trulli, Toyota (0, olycka)
- Sébastien Buemi, Toro Rosso-Ferrari (0, olycka)
- Sébastien Bourdais, Toro Rosso-Ferrari (0, olycka)
- Adrian Sutil, Force India-Mercedes (0, olycka)